# El Ajedrecista
El Ajedrecista (исп. шахматист) — автомат на релейной логике, построенный в 1912 году Леонардо Торресом-и-Кеведо, одна из первых машин, способных играть в шахматы. Он разыгрывал простейший эндшпиль: у автомата (белых) ладья и король, у человека (чёрных) одинокий король.

## История
В отличие от Шахматного автомата и Аджиба, управляемых человеком, El Ajedrecista была настоящим автоматом, созданным для игры в шахматы без участия человека.
Устройство можно считать первой компьютерной игрой в истории. Автомат вызвал большой ажиотаж, когда был показан в Парижском университете в 1914 году. Он был широко описан в журнале Scientific American как «Torres and His Remarkable Automatic Devices» 6 ноября 1915 года.
Алгоритм был крайне примитивен и ставил из определённых положений мат за 63 хода (при теоретическом 16), однако он каждый раз побеждал противника. Если соперник El Ajedrecista делал недопустимый ход, автомат сигнализировал об этом, включив лампочку; если противник сделает три недопустимых хода, автомат переставал играть.

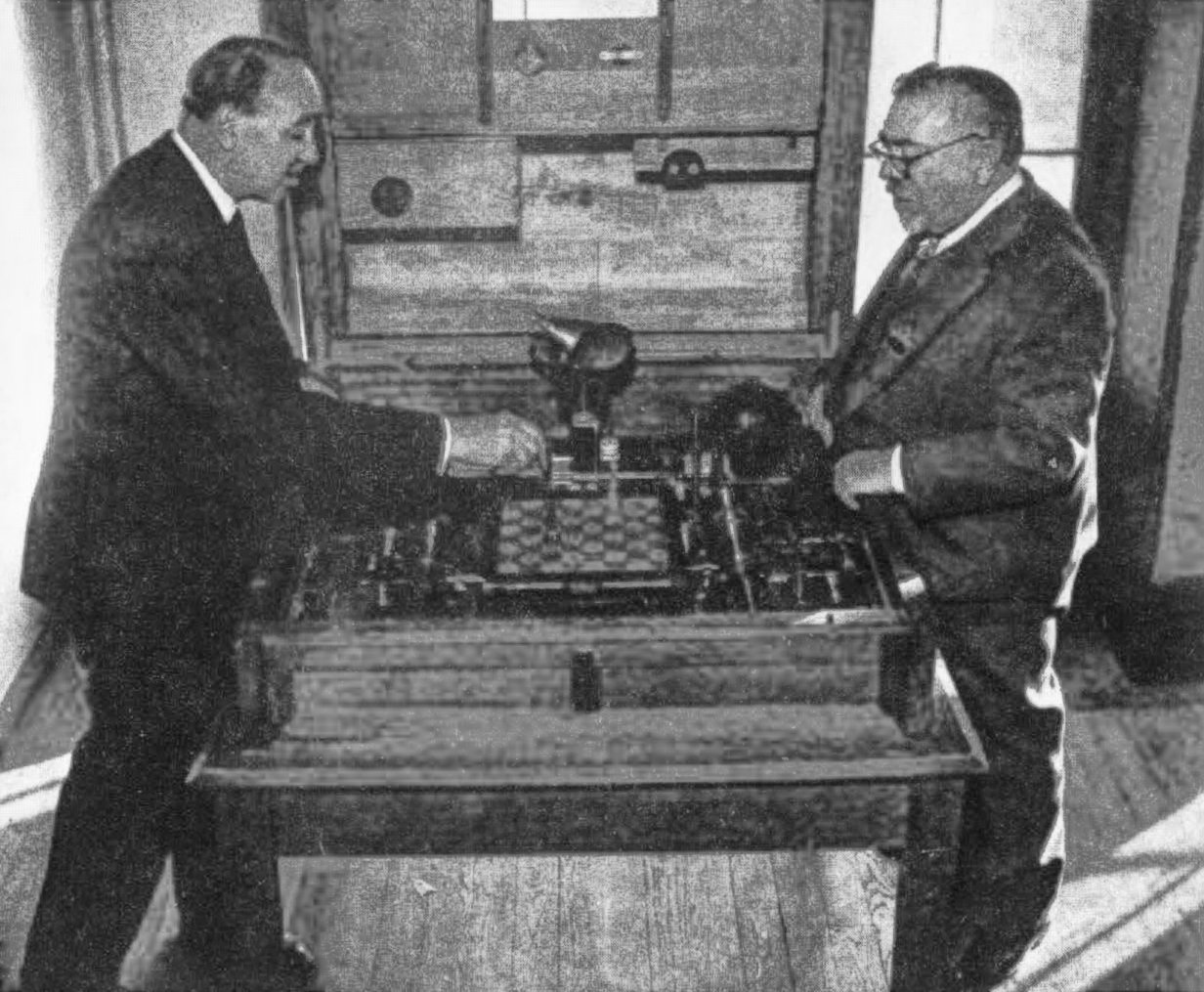
Гонсало Торрес-и-Кеведо демонстрирует шахматный автомат Норберту Винеру на Парижском кибернетическом конгрессе 1951 года.

В первой версии автомата фигуры содержали разъёмы и электрически включались в доску; ходы показывались восемью лампочками — ладью на a/h, ладью на 1 вниз/влево/вправо, короля на 1 вниз/влево/вправо (в других направлениях фигуры ходить не умели). Гонсало, сын Леонардо Торреса-и-Кеведо, в 1920 году сделал улучшенный шахматный автомат на основе El Ajedrecista, который делал ходы с помощью электромагнитов, расположенных под доской. Он также включал звуковой эффект с голосовой записью, объявляющей мат, когда автомат выигрывал игру.
Оба шахматных автомата до сих пор в работоспособном состоянии выставлены в музее Торреса-и-Кеведо в Escuela de Ingenieros de Caminos, Canales y Puertos в Мадриде.

## Алгоритм
Алгоритм требует нескольких условий: белая ладья на вертикалях a/b/g/h, один король выше её, второй ниже (из-за схемотехнических ограничений белый всегда выше, а чёрный ниже). На доске выделялись две зоны: одна — вертикали a…c, другая — вертикали f…h.
- Если чёрный король…
  - …в той же зоне, что ладья:
    - тогда ладья уходит в противоположную зону на вертикаль a или h.

  - …в другой зоне: если между королём и ладьёй по вертикали…
    - больше 1:
      - тогда ладья идёт на шаг вниз к чёрному королю.

    - ровно 1: если вертикальное расстояние между королями…
      - больше 2:
        - тогда король подходит вниз к чёрному королю.

      - ровно 2: если горизонтальное расстояние между королями…
        - нечётное:
          - тогда если ладья на a/h, то переходит на b/g, и наоборот

        - чётное:
          - тогда король идёт на 1 клетку по горизонтали к чёрному королю.

        - ноль:
          - тогда ладья идёт на шаг вниз к чёрному королю.

В этой партии в формате PGN белый играет по алгоритму Торреса, чёрный — оттягивает мат по эндшпильным базам. «Верх» — горизонталь 1, «низ» — горизонталь 8.
```
[FEN "8/8/1k6/8/R7/8/5K2/8 w - - 0 1"]

1. Rh4 Kc5 2. Kf3 Kd5 3. Ke3 Kd6 4. Rh5 Kc6 5. Ke4 Kd6 6. Rg5 Kc6 7. Kd4 Kd6 8. Rg6+ Kd7 9. Kd5 Ke7 10. Rh6 Kf7 11. Ra6 Ke7 12. Rb6 Kf7 13. Ke5 Ke7 14. Rb7+ Kd8 15. Ke6 Kc8 16. Rh7 Kb8 17. Rg7 Ka8 18. Kd6 Kb8 19. Kc6 Ka8 20. Kb6 Kb8 21. Rg8#

```